# Substanță cenușie
Substanța cenușie este dispusă în măduva spinării la interior, sub forma literei H ( sau o forma de fluture) pe când substanța albă se află la exterior. Masa de substanță cenușie prezintă trei perechi de coarne:
- - anterioare - conțin neuroni somatomotori, ce coordonează activitatea musculaturii striate și ai căror axoni constituie rădăcinile anterioare (ventrale) ale nervilor spinali.
- - posterioare - conțin neuroni somatosenzitivi și intercalari (de asociație). Axonii unor neuroni somatosenzitivi formează căile ascendente, ce conduc informațiile de la diverși receptori către cortexul cerebral.
- - laterale - conțin neuroni vegetativi,iar in jumatatea anterioara neuroni visceromotori. Cei situați în partea anterioară coordonează mobilitatea musculaturii netede, iar cei situați în partea posterioară recepționează impulsurile de la viscere.

Între coarnele posterioare și cele laterale și în jurul canalului ependimar se găsește substanța reticulată, formată din grupuri de neuroni așezați în rețea. În centrul substanței cenușii se află comisura cenușie, în interiorul căreia se găsește canalul ependimar, rest al tubului neural.